# Banco Santander
Banco Santander S.A. operando comercialmente como Santander, es un banco español con sede social en Santander, Cantabria. Es una de las mayores entidades financieras del mundo y sus principales mercados son España, Reino Unido, Portugal y Polonia en Europa y Estados Unidos, México, Brasil, Chile y Argentina en América.
El banco fue fundado el 15 de mayo de 1857 y su origen estuvo ligado al desarrollo del comercio marítimo a través del puerto de Santander en el siglo XIX. Mantiene desde entonces su sede social en esta ciudad, mientras que su sede operativa se concentra en sus oficinas centrales de la «Ciudad Grupo Santander» de Boadilla del Monte, Madrid. Está presidido por Ana Patricia Botín, hija y nieta de los anteriores presidentes, Emilio Botín y Emilio Botín-Sanz de Sautuola y López, respectivamente. 
A 31 de diciembre de 2024, los activos del Banco Santander eran de 1.837.081 millones de euros, siendo la primera entidad financiera española por volumen de activos en el mundo y la segunda por activos en España, solo superada por CaixaBank. En esa misma fecha, contaba con 8.011 oficinas, 206.753 empleados y más de 172,5 millones de clientes.
Cotiza en la Bolsa de Madrid (SAN) y forma parte del IBEX 35 así como del Dow Jones EURO STOXX 50. El código bancario del banco (Código "Sort") es 0049, originalmente perteneciente al Banco Hispano Americano. El código bancario original del Banco Santander hasta 1999 fue 0085.

## Historia
El banco nació en Santander a raíz de una unión de comerciantes, derivada del negocio de las exportaciones de trigo y cereales de Castilla la Vieja por el puerto de Santander, además de las importaciones de productos de América. Oficialmente, se creó como banco de emisión mediante un Real Decreto de fecha 15 de mayo de 1857, publicado en la Gaceta de Madrid el 24 de mayo siguiente, bajo el reinado de Isabel II de España y siendo ministro de Hacienda don Manuel García Barzanallana, marqués de Barzanallana.
Sus promotores fueron seis personalidades del comercio de Santander: Jerónimo Roiz de la Parra, Juan de Abarca, Antonio Labat, Bonifacio Ferrer de la Vega, Antonio López-Dóriga Aguirre y Agustín G. Gutiérrez, ocupando la presidencia de turno el primero de ellos. Con la misma fecha fue nombrado para ocupar el cargo de Comisario Regio don Higinio Polanco.
Su capital social fue de cinco millones de reales de vellón (el equivalente hoy a unos 3,75 millones de euros). En principio operaba sólo en la provincia de Santander (hoy Cantabria) pero posteriormente se expandió por toda España comprando numerosos bancos.
Fue banco emisor de papel moneda hasta 1874, año en el que, por las medidas adoptadas por el ministro de Economía, José Echegaray, dicha actividad quedó reservada al Banco de España en exclusividad. El Banco de Santander aceptó en aquel momento la oferta de permanecer como banco comercial.
En 1874, el Gobierno establece la circulación fiduciaria única, otorgando la concesión exclusiva al Banco de España, perdiendo el Banco de Santander, por tanto, la facultad de emisión. Al perder esta facultad, el banco sufre un serio revés, por lo que decidió crear una nueva sociedad anónima de crédito, continuadora de la anterior, formada por los mismos accionista y con el activo y pasivo del banco de emisión. Se constituyó el 14 de enero de 1875.
En 1909, llegó a la presidencia de la entidad Emilio Botín López, el primer miembro de esta familia que sería presidente del banco. Era abuelo del expresidente Emilio Botín-Sanz de Sautuola y García de los Ríos y bisabuelo de la actual presidenta Ana Botín.
En 1923, comienza su expansión, limitada en un principio a la región. Pero en 1934, primero bajo la dirección general y luego bajo la presidencia de don Emilio Botín-Sanz de Sautuola y López, se producirá una extraordinaria expansión del Banco, acelerada en 1946 con la absorción del Banco Mercantil, entonces el de mayor número de sucursales en la región.
Posteriormente se produjo la absorción del Banco Continental, la Banca Jover y el Banco Comercial Español. En 1984, el Ministerio de Economía y Hacienda le adjudicó el Banco de Murcia y el Banco Comercial de Cataluña, como consecuencia de la reprivatización de los bancos del Grupo Rumasa, constituyéndose el grupo de Banco Santander.
En 1992 en Colombia se fusiona con el Banco Comercial Antioquieño que conserva la marca hasta julio de 1997, cuando las 149 sucursales pasan a identificarse como Banco Santander.
En 1994 la adquisición del Banco Español de Crédito (Banesto) se convierte en un hecho histórico de gran trascendencia para la historia del Santander, ya que lo sitúa en la primera posición del mercado español.
En enero de 1999, Banco de Santander y el Banco Central Hispano (creado en 1991 por la fusión de los bancos Central e Hispanoamericano. Protagonizaron así la primera gran fusión bancaria en la Europa del euro, dando lugar a la mayor entidad financiera de España y líder en Iberoamérica.
En mayo de 2000, el Banco Santander adquirió el banco mexicano Serfín, que se convirtió en el Grupo Financiero Santander Serfín, S.A. de C.V. y, finalmente, Santander.
En septiembre de 2004, adquirió el banco británico Abbey National (posteriormente renombrado Abbey).
En junio de 2006, adquirió el 20% del Sovereign Bank en Estados Unidos por 2,4 millones de dólares.
En 2007 el Banco de Santander celebró su 150 aniversario siendo el duodécimo banco del mundo por capitalización bursátil, el séptimo por beneficios y la entidad con la mayor red de distribución minorista del mundo occidental: 10.852 oficinas. El 10 de marzo de 2007, recibió la Medalla de Oro de Cantabria, coincidiendo con su 150 aniversario. En junio de 2007, el Banco Santander en la mayor operación inmobiliaria empresarial realizada hasta entonces en España vendió todos sus edificios que poseía en España, 44 edificios relevantes y 1200 oficinas a excepción de su sede central en el paseo de Pereda de Santander, por un importe de 4.000 millones de euros. La manzana de Canalejas en Madrid, continuó en el patrimonio del Banco Santander debido a los problemas de financiación que tuvieron los posibles compradores.
Hasta agosto de 2007, su denominación social era Banco Santander Central Hispano, más conocido por sus iniciales, BSCH. El día 13 de ese mismo mes, se cambió dicha denominación por la actual de Banco Santander. En octubre de 2007, participó junto con el banco británico Royal Bank of Scotland y el banco belga Fortis en la compra del banco neerlandés ABN AMRO, con la finalidad de desmembrarlo y repartírselo. En esta operación al Santander le tocaron el Banco Real de Brasil y la Banca Antonveneta de Italia. Posteriormente Antonveneta fue vendido a Monte dei Paschi di Siena (otro banco italiano) y su división de banca corporativa Interbanca a General Electric Finance.
En marzo de 2008, firma un acuerdo con General Electric y se hace con las unidades de GE Money en Alemania, Finlandia y Austria, junto a sus unidades de tarjetas y financiación de coches en el Reino Unido.
En abril de 2008, compra la división de crédito al consumo de Royal Bank of Scotland (RBS) en Europa por un precio no desvelado que incluye las actividades de RBS en Alemania, Países Bajos, Bélgica y Austria. La división contaba con 861 empleados que prestaban servicio a 2,3 millones de clientes.
El 14 de julio de 2008 se informó de la adquisición del banco Alliance & Leicester, un banco hipotecario (building society) británico, por 1574 millones de euros.
En septiembre de 2008, adquirió los depósitos minoristas y la red de oficinas de Bradford & Bingley por 612 millones de libras.
En octubre de 2008, se acordó la compra del resto de capital que no controlaba del banco estadounidense Sovereign Bank, con un intercambio accionarial valorado en 1400 millones de euros. El 30 de enero de 2009, se completó la compra por un precio de 2,51 dólares por acción.
El 11 de enero de 2010, se renombraron las entidades británicas Abbey y Bradford & Bingley como Santander. Asimismo, se previó renombrar Alliance & Leicester antes del fin de 2010, quedando todos fusionados en una sola entidad en el país. [actualizar]
En julio de 2010, compró la red de oficinas del banco sueco SEB (Skandinaviska Enskilda Banken) en Alemania a través de su filial Santander Consumer Bank AG, duplicando su presencia en el país. Incluía 173 oficinas, activos por 8500 millones de euros, depósitos por otros 4.600 millones y servicios a un millón de clientes.
En agosto de 2010, se acordó la compra al Royal Bank of Scotland de las 318 sucursales de Williams & Glyn's Bank por 1.987 millones de euros, convirtiéndose en el cuarto banco del archipiélago británico. Sin embargo, en octubre de 2012, Banco Santander anunció su decisión de cancelar el acuerdo alegando una previsible falta de cumplimiento dentro del plazo acordado (febrero de 2013) de las condiciones a que estaba sometido el acuerdo.
El 9 de septiembre de 2010, se anunció que el Santander había llegado a un acuerdo para comprar la participación de la Alianza Bancaria Irlandesa en el banco polaco «Zachodni WBK» por 2.938 millones de euros, más otros 150 millones por el 50% de la gestora BZ WBK. Santander anunció también que lanzaría una OPA sobre el 30% restante del banco para quedarse con la totalidad de las acciones del mismo, lo que supondría otros 1.240 millones de euros.
En 2012, alcanzó un acuerdo con el belga KBC para la adquisición de Kredyt Bank, propiedad de este último. A raíz de la adquisición de Banco Kredyt por el Banco Santander, los dos bancos polacos se fusionaron. El 4 de enero de 2013, el banco Zachodni WBK SA se convierte en el sucesor legal de Kredyt Bank. El banco resultante de la fusión opera como «Banco Zachodni WBK» y la marca Kredyt Bank se utiliza como marca comercial de algunos productos.
En 2012, fue nombrado 'Mejor banco del mundo' por la revista financiera «Euromoney». Era la tercera vez que el banco recibe este reconocimiento en los últimos siete años. La entidad, también fue nombrada durante este mismo año 'Banco del año' en Reino Unido, México, Polonia, Portugal, Argentina y Puerto Rico por la revista especializada The Banker.
En diciembre de 2012, se vendió al Grupo Villar Mir su sede en Madrid por 215 millones de euros.
En mayo de 2013, absorbió a Banesto y Banif.
En octubre de 2013, anunció el cambio de nombre de su filial estadounidense Sovereign Bank por Santander Bank.
En enero de 2014, cerró la venta al fondo estadounidense Apollo su plataforma Altamira, encargada de la recuperación de créditos morosos en España y de la comercialización de los inmuebles conseguidos con esta actividad. Se desprendió de un 85% del capital de Altamira y mantuvo la propiedad del 15% restante. El importe de la operación fue de 664 millones de euros.
El 10 de septiembre de 2014, murió Emilio Botín, presidente de la entidad. Ese mismo día, su hija, Ana Botín, fue nombrada por unanimidad presidenta del Banco Santander.
En febrero de 2015, Santander Consumer compró el 50,01% de Société Financière de Banque (antes Groupe Banque PSA Finance, es decir, la financiera automotriz de marcas como Peugeot y Citroën) por una cantidad no desvelada. La nueva compañía tenía una cartera de 8000 millones de euros e irá ampliándose a distintos países de Europa.
El 7 de junio de 2017, tras la resolución del banco por parte del mecanismo único europeo de resolución de entidades bancarias por considerarlo inviable, el Banco Santander compró el Banco Popular en subasta por el precio de un euro, integrándose en el Grupo Santander.
El 3 de julio de 2017, se anunció una ampliación de capital de 7.072,4 millones de euros para asumir la adquisición de Banco Popular.
El 8 de agosto de 2017, la entidad anunció la mayor operación inmobiliaria privada de la historia de España, tras el acuerdo de venta al fondo Blackstone del 51% de los activos inmobiliarios de Banco Popular por más de 5.000 millones de euros. Tras el cierre de dicha venta, Blackstone asumiría la gestión del patrimonio integrado en la nueva sociedad conjunta, de la que el Popular controlaría un 49%. El valor contable bruto de los activos era de 30.000 millones de euros. Dicha operación se cerró en marzo de 2018.
El 6 de septiembre de 2017, la administración del Santander Totta, filial en Portugal de Banco Santander, aprobó la compra del negocio portugués de Banco Popular.
El 27 de diciembre de 2017, Banco Santander Totta completó el proceso de adquisición y fusión de Banco Popular Portugal, filial de Banco Popular.
El 24 de abril de 2018, se anunció que los consejos de administración de Banco Popular y Banco Santander habían acordado aprobar y suscribir el proyecto común de fusión por absorción de Banco Popular (sociedad absorbida) por parte de Banco Santander (sociedad absorbente). En el momento en que se ejecutara la citada fusión, y tras haber obtenido la preceptiva autorización del Ministerio de Economía, Banco Santander adquiriría, “por sucesión universal”, la totalidad de los derechos y obligaciones de Banco Popular, incluyendo los adquiridos de Banco Pastor y Popular Banca Privada.
El 28 de septiembre de 2018, se completó la absorción de Banco Popular, Banco Pastor y Popular Banca Privada por Banco Santander y desaparecieron como entidades jurídicas. Los días 16 y 17 de marzo de 2019, se culminó la integración tecnológica de Banco Pastor en Banco Santander y la consecuente desaparición de la marca Banco Pastor. Por otro lado, los días 13 y 14 de julio de 2019, se completó la integración de toda la red de Banco Popular. Esto supuso el fin definitivo de la marca Popular desde el punto de vista comercial.
Dodge & Cox se convierte el segundo accionista de Santander en una operación producida el 13 de junio de 2022. El fondo estadounidense cuenta con una participación del 3,038% en el banco. A la hora de la compra, dado el valor de 2,64 euros por acción, esta participación fue valorada en 1.364 millones de euros.
Tras la pandemia ocasionada por el COVID-19 y sus consecuencias derivadas, las tasas de inflación se elevaron en muchos de los principales mercados en los que está presente la entidad. Ello ocasionó que los diferentes bancos centrales del mundo comenzasen un proceso de alzas en los tipos de interés para ir disminuyendo las tasas de inflación. Sin embargo, el encarecimiento del coste del dinero y su repercusión positiva en la cuenta de resultados de las entidades de crédito no tuvo el efecto esperable en la cotización bursátil de la entidad, a diferencia de sus competidores. A comienzos del año 2024 la acción de la entidad aún no lograba recuperar el precio al que se encontraba en el mes de marzo de 2020, al inicio de la pandemia. Algunos analistas achacan la mala evolución bursátil al incremento excesivo de nuevas acciones emitidas para retribuir al accionista bajo la modalidad conocida como "scrip dividend". La entidad lanzó distintos programas de recompra de acciones propias para su posterior amortización, eliminando 1.100 millones de acciones en un año.
En junio de 2023, el Banco Central del Uruguay (BCU) a través de la Superintendencia de Servicios Financieros (SSF) multó con más de 1,75 millones de pesos por haber sobrepasado el "tope de riesgos crediticios con partes vinculadas".

## Negocio
Las principales filiales de Banco Santander son:
América
- Banco Santander Argentina
- Banco Santander Brasil
- Banco Santander Chile
- Banco Santander México
- Banco Santander Uruguay
- Openbank (México)
- Santander Bank (Estados Unidos)

Europa
- Openbank (España y Portugal)
- Santander Polska (Polonia)
- Santander Portugal (Portugal)
- Santander UK (Reino Unido)

### Negocio en España
En cuanto al negocio de Banco Santander en España, los principales datos son los siguientes:
- Activos (30-09-2023): 491.769 millones de euros.
- Beneficio neto (2021): 957 millones de euros.[37]
- Oficinas (31-03-2022): 1.950.
- Empleados (31-03-2022): 26.095.

## Sedes

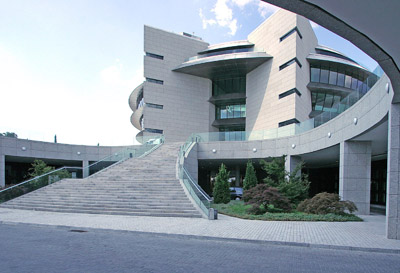
«Ciudad Grupo Santander», en Boadilla, Madrid.

### Sede social
La sede social del Banco de Santander está situada en el paseo de Pereda de la capital cántabra. El conjunto parte de un edificio preexistente, obra del arquitecto español Josep Oriol Mestres. Tras su adquisición para sede central del banco a finales de los años cincuenta, se edifica el bloque izquierdo y se añade el gran arco central. El edificio completo se inauguró en 1961.

### Sede financiera
A pesar de que la sede social esté situada en Santander, la sede operativa se encuentra en la llamada «Ciudad Grupo Santander», ubicada en Boadilla del Monte, Madrid. En ella, trabajan más de 6000 empleados. Cuenta con un museo que expone parte de la rica colección de arte de la entidad (Cranach, Vicente Macip, Alonso Sánchez Coello, El Greco, Rubens, Van Dyck, Zurbarán, Santiago Rusiñol, Picasso, Miró, José María Sert, Joaquín Sorolla, Francisco Iturrino, Julio Romero de Torres, Alberto Sánchez, Lucio Muñoz, Fernando Zóbel, Eduardo Chillida, Equipo Crónica... y la mayor colección privada de José Gutiérrez Solana) y que también acoge muestras temporales.

### Sede Banco Santander España
Consta de los edificios Abelias ubicados en Madrid, en el entorno de la A-2. Provienen del antiguo Banco Popular Español. Estaban en construcción en el momento de su absorción.

## Administración

### Presidentes
| - Juan Pombo Conejo (1857) - Antonio Labat (1858) - Domingo Díaz Bustamante (1859) - J. de Arrizabalaga (1860) - Manuel Casuso (1861) - Martín Vial (1862) - Juan Abarca (1863) - Carlos Sierra (1864) - Indalecio Sánchez Porrúa (1865) - A. López-Dóriga (1866) - Gabriel del Campo (1867) - José Antonio Cedrún (1868) - Jerónimo Roiz de la Parra (1869) - Aureliano de la Pedraja (1870) - José Ramón López-Dóriga (1871) - José Alvear (1872) | - José María de Pereda (1873) - Agustín González Gordón (1874) - Jerónimo Roiz de la Parra (1875) - Ramón Lomba - Manuel Fernández Palencia - Indalecio Sánchez de Porrúa - Martín de Vial - José María de Avendaño y de la Gándara (1898 y 1900) - Emilio Botín López (1909-1923) - Saturnino Briz Larín (1923-1950) - Marcelino Botín López - Emilio Botín-Sanz de Sautuola y López (1950-1986) - José María Amusátegui (1999-2001) (compartida con Emilio Botín-Sanz de Sautuola y García de los Ríos) - Emilio Botín-Sanz de Sautuola y García de los Ríos (1986-2014) - Ana Patricia Botín-Sanz de Sautuola y O'Shea (2014- ) |

## Patrocinios deportivos

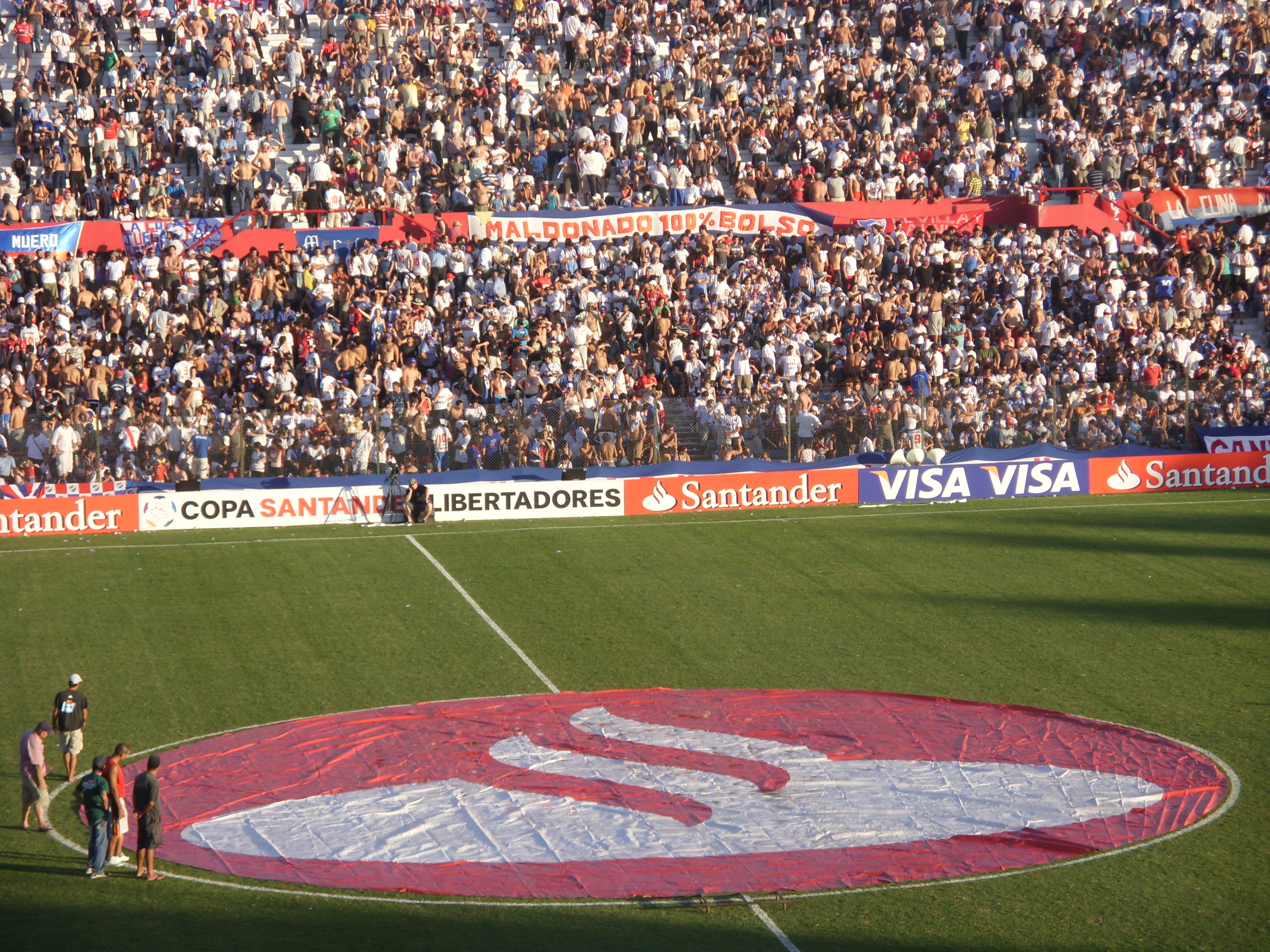
Banco Santander patrocinó de 2008 a 2022 la Copa Libertadores.

### Fútbol
El «Santander» fue patrocinador de las dos máximas competiciones continentales de clubes de América (2008–2022) y Europa (2018–2021), y de la por entonces considerada mejor liga del mundo, «LaLiga» de España (2016–2023).
- Primera División de España: el Campeonato Nacional de Liga de Primera División, que lideraba la clasificación de ligas europeas de IFFHS y UEFA,[42] pasó a denominarse entre 2016 y 2023, «LaLiga Santander».[43][44]

- Liga de Campeones de Europa: la máxima competición continental de clubes de Europa, fue patrocinada de 2018 a 2021 por el «Santander».[45]

- Copa Libertadores de América: la máxima competición continental de clubes de América, fue patrocinada de 2008 a 2022 por el «Santander».[46][47]

### Fórmula 1
El «Santander» ha patrocinado varios Grandes Premios de Fórmula 1. Es patrocinador de la prestigiosa Scuderia Ferrari desde 2022, al que ya patrocinó previamente entre 2010 y 2017, además de a la escudería McLaren de 2007 a 2014.

## Controversias

### Acusación de manipulación sistemática de su entrada en la Wikipedia
Según el periódico Expansión «empleados del banco de Santander controlan las páginas en Wikipedia de la propia entidad, de Emilio Botín, Alfredo Sáenz, Ana Botín y las fundaciones del grupo. Entre otros cambios, han editado la información sobre el indulto a Sáenz y las causas judiciales que implican a la familia Botín. También se afanan en introducir cualquier premio que recibe el banco o sus principales ejecutivos. En la Wikipedia en inglés, se ha bloqueado el intento de Santander de crear una página para el Centro de Arte Botín al entender que tenía un objetivo promocional».

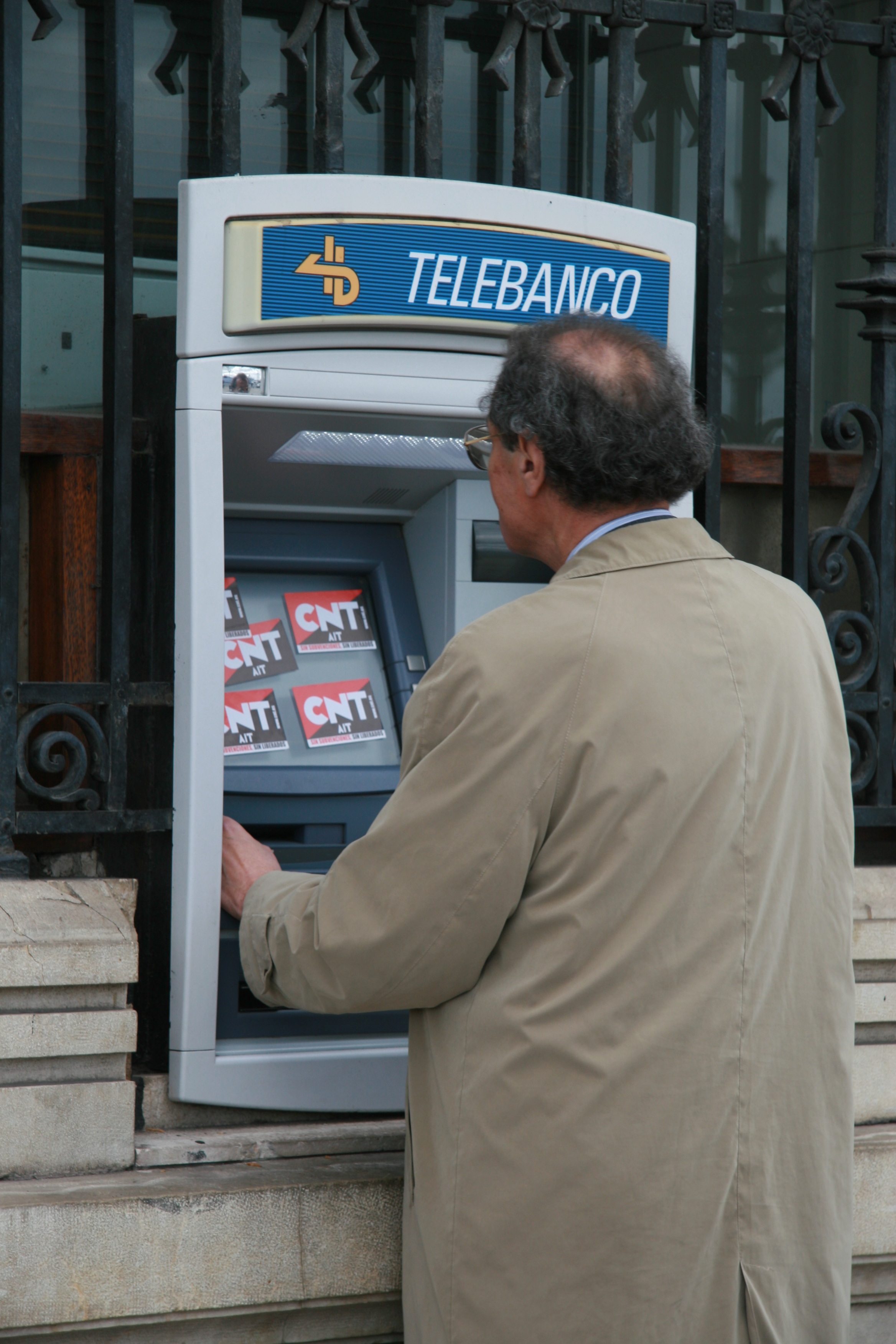
Cajero de Banco Santander boicoteado por la CNT-AIT.

### Alfredo Sáenz
Alfredo Sáenz, condenado por el Tribunal Supremo a tres meses de prisión e inhabilitación por un delito de acusación falsa en los años 1990, cuando estaba al frente de Banesto. El indulto, aprobado por el último Consejo de Ministros del Gobierno de Zapatero, fue recurrido, y otra sentencia le restituyó sus antecedentes penales. Posteriormente, Rajoy dictó un Real Decreto en línea con la Autoridad Bancaria Europea, que permitía que un banquero ejerciera pese a estar condenado, lo cual dejaba en manos del Banco de España la decisión de inhabilitar a Sáenz. El Banco de España se planteaba retirarlo, pero finalmente fue el propio Santander el que lo jubiló con una pensión de 88 millones de euros. Le ha sustituido el exresponsable de Banif, Javier Marín Romano. Alfredo Sáenz, quien fuera mano derecha de Emilio Botín, abandonó el Banco Santander, en abril de 2013.

### Conflictos laborales

#### Conflicto entre Isban y la CNT-AIT
En agosto de 2013, la confederación anarcosindicalista CNT-AIT constituye una sección sindical en Isban y denuncia públicamente la cesión ilegal de trabajadores a Isban, empresa de servicios informáticos del Grupo Santander. El delegado de la sección sindical es enviado a la empresa contratista Panel Sistemas, lo que es considerado por el sindicato como una "vulneración de la libertad sindical" y un "despido disciplinario encubierto".
Los sindicatos federados en la Asociación Internacional de los Trabajadores (IWA-AIT) organizan actos informativos y de protesta en varios países, donde exigen la readmisión del delegado de la sección sindical en Isban y el fin de la cesión de trabajadores.
La CNT-AIT denuncia que Isban dirige un entramado de decenas de empresas "cárnicas", que le ceden trabajadores. Según los miembros del sindicato, cerca de 10 000 trabajadores en todo el mundo se encuentran en situación ilegal.

#### Conflicto en Konecta
En 2015, Konecta, empresa de centro de llamadas del Banco Santander, presentó 157 cartas de despido de empleados de su servicio de «Activación de Tarjetas», 94 en Sevilla y 63 en Madrid. El sindicato CGT convocó huelga indefinida a partir del 6 de julio exigiendo la retirada de los despidos, que consideraban fraudulentos. La empresa ofreció a CGT retirar 100 de los 157 a cambio de desconvocar la huelga, oferta que CGT rechazó. Finalmente la huelga fue desconvocada tras llegar a un acuerdo para la retirada de todos los despidos.

#### Conflicto en el Centro de Proceso de Datos
En noviembre de 2016, los Centro de Proceso de Datos (CPD) del banco en Madrid y Santander pasaron a estar gestionados por Indra Sistemas tras finalizar el contrato con el anterior proveedor, Cibernos Outosourcing. El nuevo contrato no contemplaba la subrogación de los 111 trabajadores de los centros, por lo que Cibernos Outsourcing presentó, el 31 de agosto, un ERE para despedir al 80% de la plantilla. Tras ser denunciado por Comisiones Obreras, finalmente Indra se comprometió a mantener todos los puestos de trabajo. Los trabajadores en el centro de Santander se opusieron a un intento de traslado forzoso de la plantilla a Madrid, que se pretendía hacer a petición de Produban, empresa del Grupo Santander. En 2016, una vez bajo la gestión de Indra, esta reanudó el intento de trasladar la mitad de la plantilla a Madrid. El comité de empresa convocó una huelga de 48 horas que fue desconvocada un día antes al conseguir un acuerdo para paralizar de nuevo el traslado.

#### Control del horario laboral de los empleados
En febrero de 2018 la Sala de lo Social de la Audiencia Nacional le ordena el control del horario laboral de sus empleados con el fin de establecer el control de las horas extras no cobradas y el exceso de jornada.